# تيري فيل
تيري فيل (بالإنجليزية: Terry Fell)‏ هو مغني وموسيقي ومغن مؤلف وكاتب أغاني أمريكي، ولد في 13 مايو 1921 في دورا في الولايات المتحدة، وتوفي في 4 أبريل 2007.

## روابط خارجية
- تيري فيل على موقع ميوزك برينز (الإنجليزية)
- تيري فيل على موقع أول ميوزيك (الإنجليزية)
- تيري فيل على موقع ديسكوغز (الإنجليزية)